# Градска галерия за модерно и съвременно изкуство (ГАМ Торино)
Градската галерия за модерно и съвременно изкуство на Торино, накратко ГАМ Торино (на италиански: Galleria d'Arte Moderna e Contemporanea di Torino, GAM di Torino) е музей в град Торино, Северна Италия, посветен на модерното и на съвременното изкуство, задължително място за любителите на този вид изкуство.

## История
Торино е първият град в Италия с музейна колекция от модерно изкуство и израз на това е създаденият през 1863 г. Градски музей. Колекцията първоначално се съхранява заедно с тази на антично изкуство в сграда близо до Моле Антонелиана.
През 1895 г. колекцията е преместена в построения за предходна изложба художествен павилион на днешния торински бул. Галилео Ферарис, където остава до 1942 г. Той е разрушен през Втората световна война и на негово място през 1959 г. е издигната сграда по проект на арх. Гофредо Боскети и Карло Баси, в която се помещава ГАМ и през 2021 г. В началото на 80-те год. на 20 век сградата е затворена за основен ремонт, при който изложбената ѝ площ е значително разширена и снабдена с модерна сградна инсталация. Музеят е повторно открит през 1993 г. Междувременно са реставрирани и много от творбите му.
Музейният комплекс обхваща зали за постоянната му колекция, за временни изложби, дидактически зали, художествена библиотека и фотографския архив на фондация „Торински музеи“. През септември 1999 г. ГАМ е преустроен, като на втория му етаж са разположени творбите от 19 век, а на първия – тези от 20 век. Открита е и богата видеотека.
От 2003 г. заедно с Градския музей на древното изкуство в Палацо Мадама, Музея на ориенталското изкуство и Средновековното селище и крепост ГАМ се опира на Фондация „Торински музеи“, която е техен куратор и управлява художeствените колекции на град Торино. Тя предлага общ билет за всички тях.
ГАМ предлага богат набор от инициативи: от големи изложби на италиански и международни художници до по-съвременни изследвания, посветени на младежта.

## Колекция
Kолекцията включва повече от 45 000 творби от 19 до 20 век: картини, скулптури, инсталации, фотографии, богата колекция от рисунки и една от най-важните европейски колекции от художествени филми и видеоклипове.
Музеят съхранява произведения на най-големите италиански художници на 19 век като Антонио Канова, Антонио Фонтанези, Джовани Фатори, Медардо Росо, Антонио Манчини, Франческо Aйец, Телемако Синьорини, Джузепе Пелица да Волпедо, Масимо д'Адзельо и др., и на 20 век, като Джакомо Бала, Умберто Бочони, Феличе Казорати, Амедео Модиляни, Доменико Валиноти, Нино Франкина, Джорджо де Кирико, Норберто Мартини, Джорджо Моранди, Филипо де Пизис, Лучо Фонтана и др.
ГАМ притежава и важни произведения от международния исторически авангард, сред които тези на Паул Клее, Франсис Пикабия, Пабло Пикасо, Макс Ернст, Ото Дикс, Александър Калдър, и произведения от новите следвоенни авангарди чрез една от най-важните колекции на Arte Povera, включително произведения на Марио Мерц, Алигиеро Боети, Микеланджело Пистолето, Джулио Паолини, Джилберто Дзорио, Джовани Анселмо и Джузепе Пеноне.
Музеят посвещава големи пространства и на най-актуалната художествена продукция – Анди Уорхол, Сай Туомбли, Анселм Кийфер и предлага на обществеността поредица от срещи с най-интересните художествени експонати и големи изложби на италиански и международни художници.
Сградата на музея има 4 етажа: подземен (временни изложби и ретроспекции, съвременно изкуство), партерен, първи (20 век: дивизионизъм, абстракционизъм, футуризъм, Arte povera, Pop Art) и втори етаж (италиански 19 век).
От 2009 г. творбите в колекцията са изложени не в хронологичен ред, а в тематичен ред: Изглед (Veduta), Род (Genere), Детство (Infanzia) и Огледалност (Specularità). След новата реорганизация през 2013 г., по случай 150-годишнината на колекциите на ГАМ, са създадени маршрутите Безкрайност (Infinito), Скорост (Velocità), Етика (Etica) и Природа (Natura). През 2019 г. творбите на съвременното изкуство са преподредени, като акцентът пада върху творбите на италианските твoрци от 60-те до 80-те год. на 20 век. Това е първото издание на програмата от различни подредби, които ще се сменят на всеки две години. Темите на постоянната изложба също се променят във времето, като по този начин предлагат на посетителя нови гледни точки.

## Галерия
- Иноченцо Спинаци – Религията, 1794 г.
- Масимо д'Адзельо – Хълмовете до езерото, 1821 г.
- Джовани Батиста де Губернатис – Манастир на Св. Михаил, 1826 г.
- Джовани Батиста де Губернатис – Ланцо Торинезе, 1826 г.
- Еудженио Анени – Сенките на великите флорентинци, протестиращи срещу чуждото господство, ок. 1857 г.
- Антонио Манчини – След дуела, 1872 г.
- Транкуило Кремона – Портрет на Бенедето Юнк, 1874 г.
- Джовани Фатори – Портрет на момиче, 1875 – 1877 г.
- Транкуило Кремона – Бръшлянът, 1878 г.
- Карло Полонера – Сеячът, 1881 г.
- Пиер-Огюст Реноар – Портрет на сина ми Пиер, 1885 г. (снимка на Simona Bergami)
- Карло Страта – Арахна, 1893 г.
- Джулио Аристиде Сарторио – Сирената, 1893 г.
- Клаудио Пармиджани – Ab Olympo, 1977 г.
- Микеланджело Пистолето – Огледални лъчи, 1973 – 1976 г.
- Джакомо Манцу – Седнало момиче
- (снимка на Simona Bergami)
- (снимка на Simona Bergami)

## Полезна информация
Необходима е предварителна резервация и закупуване на билети онлайн.
Безплатен достъп:
- Първия вторник на месеца (с изкл. на празници)
- Лица под 18 г.
- Лица с увреждания и техен придружител
- Училищни групи при резервация с 1 ръководител за 10 или 15 ученика
- Групи студенти от всички университетски факултети, академии за изящни изкуства и музикални консерватории при учебно посещение с резервация и придружаващите ги преподаватели
- Администратори на учредителните органи
- Служители на Фондация „Музеи на Торино“ и на Отдела за култура към град Торино
- Акредитирани журналисти
- Туристически гидове, редовно упълномощени да упражняват професията
- Членове на Фондация „Приятели на музеите в Торино“ (Amici della Fondazione Torino Musei) и на други сътрудничещи си музеи;
- Притежатели на ICOM карта, валидна за текущата година
- Притежатели на Abbonamento Musei / Torino Card и други промоционални билети, предлагани от местните власти.

До ГАМ се стига:
- пеша – от жп гари Торино Порта Нуова – 750 м, Торино Порта Суза – 1,2 м
- с градски транспорт: от жп гари Торино Порта Нуова – метролиния 1, автобуси n. 58/, 64, 68, трамвай n. 9; от Торино Порта Суза – метролиния 1, от други места – автобуси n. 5/, 14, 14/, 33, 33/, 52, трамвай n. 15